# Irina Rodrigues
Irina Cristiana Carreira Rodrigues (née le 5 février 1991 à Leiria) est une athlète portugaise, spécialiste du lancer de disque.

## Carrière
Elle se révèle lors du Festival olympique de la jeunesse européenne 2007, et confirme deux ans après chez les juniors (Championnats d'Europe juniors d'athlétisme 2009), puis espoirs (Championnats d'Europe espoirs d'athlétisme 2013).
Elle bat son record personnel à Leiria en 63,25 m pour terminer 3e de la Coupe d'Europe hivernale des lancers le 15 mars 2015, dans sa ville natale. Le 5 mars 2016, elle porte son record dans la même ville à 63,96 m.
En 2024 Irina Rodrigues remporte la Coupe d'Europe des lancers grâce à un lancer à 66,60 m, nouveau record du Portugal

## Palmarès
| Date | Compétition                             | Lieu                       | Résultat | Epreuve | Marque  |
| ---- | --------------------------------------- | -------------------------- | -------- | ------- | ------- |
| 2007 | Championnats d'Europe juniors           | Hengelo                    | 10e      | Disque  | 44,33 m |
| 2007 | Festival olympique de la jeunesse euro. | Belgrade                   | 1re      | Disque  | 51,74 m |
| 2008 | Coupe d'Europe hivernale des lancers    | Split                      | 18e      | Disque  | 49,28 m |
| 2009 | Coupe d'Europe hivernale des lancers    | Los Realejos               | 3e       | Disque  | 52,65 m |
| 2009 | Championnats d'Europe juniors           | Novi Sad                   | 3e       | Disque  | 53,14 m |
| 2010 | Coupe d'Europe hivernale des lancers    | Arles                      | 2e       | Disque  | 55,29 m |
| 2010 | Coupe d'Europe des clubs                | Vila Real de Santo António | 4e       | Disque  | 53,74 m |
| 2010 | Championnats d'Europe par équipes       | Budapest                   | 6e       | Disque  | 54,35 m |
| 2010 | Championnats du monde juniors           | Moncton                    | 5e       | Disque  | 52,75 m |
| 2011 | Coupe d'Europe hivernale des lancers    | Sofia                      | 4e       | Disque  | 53,32 m |
| 2011 | Coupe d'Europe des clubs                | Vila Real de Santo António | 2e       | Disque  | 55,76 m |
| 2011 | Championnats d'Europe par équipes       | Stockholm                  | 9e       | Disque  | 49,97 m |
| 2011 | Championnats d'Europe espoirs           | Ostrava                    | 5e       | Disque  | 52,71 m |
| 2011 | Universiade                             | Shenzhen                   | 2e       | Disque  | 53,12 m |
| 2012 | Coupe d'Europe hivernale des lancers    | Bar                        | 2e       | Disque  | 54,83 m |
| 2012 | Coupe d'Europe des clubs                | Vila Real de Santo António | 2e       | Disque  | 59,09 m |
| 2013 | Coupe d'Europe hivernale des lancers    | Castellón                  | 2e       | Disque  | 58,49 m |
| 2013 | Coupe d'Europe des clubs                | Vila Real de Santo António | 3e       | Poids   | 13,57 m |
| 2013 | Coupe d'Europe des clubs                | Vila Real de Santo António | 2e       | Disque  | 56,28 m |
| 2013 | Championnats d'Europe par équipes       | Dublin                     | 12e      | Poids   | 13,08 m |
| 2013 | Championnats d'Europe par équipes       | Dublin                     | 4e       | Disque  | 55,20 m |
| 2013 | Championnats d'Europe espoirs           | Tampere                    | 3e       | Disque  | 56,80 m |
| 2014 | Coupe d'Europe hivernale des lancers    | Leiria                     | 6e       | Disque  | 57,79 m |
| 2014 | Coupe d'Europe des clubs                | Vila Real de Santo António | 3e       | Poids   | 14,37 m |
| 2014 | Coupe d'Europe des clubs                | Vila Real de Santo António | 1re      | Disque  | 56,72 m |
| 2014 | Championnats d'Europe par équipes       | Tallinn                    | 10e      | Poids   | 13,78 m |
| 2014 | Championnats d'Europe par équipes       | Tallinn                    | 2e       | Disque  | 56,26 m |
| 2015 | Coupe d'Europe hivernale des lancers    | Leiria                     | 3e       | Disque  | 63,25 m |
| 2015 | Coupe d'Europe des clubs                | Mersin                     | 5e       | Poids   | 13,13 m |
| 2015 | Coupe d'Europe des clubs                | Mersin                     | 1re      | Disque  | 58,77 m |
| 2015 | Championnats d'Europe par équipes       | Heraklion                  | 2e       | Disque  | 60,48 m |
| 2017 | Championnats d'Europe par équipes       | Vaasa                      | 1re      | Disque  | 59,62 m |
| 2018 | Coupe d'Europe hivernale des lancers    | Leiria                     | 2e       | Disque  | 60,39 m |
| 2018 | Jeux méditerranéens                     | Tarragone                  | 4e       | Disque  | 57,71 m |
| 2018 | Championnats d'Europe                   | Berlin                     | 9e       | Disque  | 58,00 m |
| 2018 | Championnats ibéro-américains           | Trujillo                   | 3e       | Disque  | 58,86 m |
| 2019 | Championnats d'Europe par équipes       | Sandnes                    | 1re      | Disque  | 58,16 m |
| 2021 | Coupe d'Europe des lancers              | Split                      | 2e       | Disque  | 62,79 m |
| 2022 | Championnats d'Europe                   | Munich                     | 11e      | Disque  | 56,23 m |
| 2024 | Coupe d'Europe des lancers              | Leiria                     | 1re      | Disque  | 66,60 m |
| 2024 | Jeux olympiques                         | Paris                      | 9e       | Disque  | 61,19 m |

## Records
| Épreuve          | Marque       | Lieu   | Date         |
| ---------------- | ------------ | ------ | ------------ |
| Lancer du disque | 66,60 m (NR) | Leiria | 10 mars 2024 |